# Allsvenskan i bandy 2005/2006
Allsvenskan i bandy 2005/2006 var Sveriges högsta division i bandy för herrar säsongen säsongen 2005/2006. Edsbyns IF lyckades vinna svenska mästerskapet efter seger med 6-2 mot Hammarby IF i finalmatchen på Studenternas IP i Uppsala den 19 mars 2006.

## Förlopp
- Grundseriespelet fastställdes i maj 2005.[2]
- Skytteligan vanns av David Karlsson, Hammarby IF med 40 fullträffar.[3].

## Seriespelet
- Vid matchen BS BolticGöta-Västerås SK (4-4) i omgång 12 av 14 i Allsvenskan södra den 26 december 2005 blev 14-årige Filip Gunnarsson i BS Boltic Göta yngste spelare genom tiderna i Sveriges högsta division i bandy för herrar sedan starten 1931.[4]
- Den 20 januari 2006 spelade IFK Vänersborg och Sandvikens AIK 0-0 på Vänersborgs isstadion i Vänersborg en snöig fredagskväll. Matchen spelades 3x30 minuter. Det var första gången sedan säsongen 1990/1991 som en match i Sveriges högsta division i bandy för herrar slutade 0-0 [5].

### Norrgruppen
Spelades 11 november-30 december 2005.
| Nr | Lag                     | S  | V  | O | F  | +/-    | P  |
| -- | ----------------------- | -- | -- | - | -- | ------ | -- |
| 1  | Edsbyns IF              | 14 | 13 | 0 | 1  | 101-50 | 26 |
| 2  | Sandvikens AIK          | 14 | 9  | 2 | 3  | 80-51  | 20 |
| 3  | Broberg/Söderhamn Bandy | 14 | 8  | 1 | 5  | 64-59  | 17 |
| 4  | Hammarby IF             | 14 | 8  | 0 | 6  | 86-50  | 16 |
| 5  | Bollnäs GoIF            | 14 | 8  | 0 | 6  | 66-70  | 16 |
| 6  | Falu BS                 | 14 | 5  | 2 | 7  | 50-66  | 12 |
| 7  | IK Sirius               | 14 | 1  | 1 | 12 | 41-86  | 3  |
| 8  | Ljusdals BK             | 14 | 1  | 0 | 13 | 53-109 | 2  |

### Södergruppen
Spelades 13 november-30 december 2005.
| Nr | Lag                | S  | V  | O | F  | +/-    | P  |
| -- | ------------------ | -- | -- | - | -- | ------ | -- |
| 1  | IFK Vänersborg     | 14 | 12 | 0 | 2  | 86-39  | 24 |
| 2  | Västerås SK        | 14 | 10 | 2 | 2  | 70-40  | 22 |
| 3  | Villa Lidköping BK | 14 | 9  | 0 | 5  | 82-58  | 18 |
| 4  | Vetlanda BK        | 14 | 8  | 0 | 6  | 75-55  | 16 |
| 5  | IFK Motala         | 14 | 5  | 2 | 7  | 61-66  | 12 |
| 6  | BS BolticGöta      | 14 | 4  | 2 | 8  | 71-75  | 10 |
| 7  | Katrineholms SK    | 14 | 3  | 0 | 11 | 53-107 | 6  |
| 8  | BK Derby           | 14 | 2  | 0 | 12 | 37-95  | 4  |

### Elitserien
Spelades 6 januari-15 februari 2006.
| Nr | Lag                     | S  | V | O | F | +/-   | P  |
| -- | ----------------------- | -- | - | - | - | ----- | -- |
| 1  | Hammarby IF             | 11 | 9 | 1 | 1 | 57-33 | 19 |
| 2  | Edsbyns IF              | 11 | 8 | 2 | 1 | 74-35 | 18 |
| 3  | Västerås SK             | 11 | 7 | 1 | 3 | 48-38 | 15 |
| 4  | Sandvikens AIK          | 11 | 5 | 3 | 3 | 54-35 | 13 |
| 5  | IFK Vänersborg          | 11 | 2 | 3 | 6 | 32-42 | 7  |
| 6  | Vetlanda BK             | 11 | 3 | 1 | 7 | 38-56 | 7  |
| 7  | Villa Lidköping BK      | 11 | 3 | 0 | 8 | 41-77 | 6  |
| 8  | Broberg/Söderhamn Bandy | 11 | 1 | 1 | 9 | 32-60 | 3  |

### Superallsvenskan
Spelades 6 januari-15 februari 2006.
| Nr | Lag             | S  | V | O | F | +/-   | P  |
| -- | --------------- | -- | - | - | - | ----- | -- |
| 1  | Bollnäs GoIF    | 11 | 8 | 1 | 2 | 65-41 | 20 |
| 2  | Falu BS         | 11 | 6 | 4 | 1 | 50-34 | 18 |
| 3  | IFK Motala      | 11 | 5 | 2 | 4 | 44-44 | 15 |
| 4  | IK Sirius       | 11 | 6 | 1 | 4 | 53-43 | 14 |
| 5  | Ljusdals BK     | 11 | 7 | 0 | 4 | 49-44 | 14 |
| 6  | BS BolticGöta   | 11 | 4 | 1 | 6 | 66-59 | 11 |
| 7  | Katrineholms SK | 11 | 2 | 0 | 9 | 49-70 | 5  |
| 8  | BK Derby        | 11 | 1 | 1 | 9 | 29-70 | 3  |

## Seriematcherna

### Södergruppen
| - 13 november 2005 IFK Motala-BK Derby 8-4 (6-2) - 13 november 2005 Katrineholms SK-Vetlanda BK 5-7 (3-3) - 13 november 2005 Västerås SK-BS Boltic Göta 5-2 (1-0) - 16 november 2005 Boltic Göta-Motala 4-3 (3-2) - 16 november 2005 Derby-Västerås 2-3 (2-2) - 16 november 2005 Vetlanda-IFK Vänersborg 4-3 (1-0) - 16 november 2005 Villa Lidköping BK-Katrineholm 8-3 (3-1) - 18 november 2005 Motala-Villa Lidköping 4-3 (1-2) - 18 november 2005 Vänersborg-Derby 10-2 (6-0) - 20 november 2005 Katrineholm-Boltic Göta 5-9 (4-7) - 20 november 2005 Västerås-Vetlanda 5-2 (0-1, 2-1, 3-0) - 23 november 2005 Derby-Boltic Göta 9-7 (1-3) - 23 november 2005 Vetlanda-Motala 6-3 (3-0) - 23 november 2005 Vänersborg-Katrineholm 11-2 (6-1) - 23 november 2005 Västerås-Villa Lidköping 5-2 (0-1) - 25 november 2005 Boltic Göta-Vänersborg 2-5 (1-1) - 25 november 2005 Katrineholm-Derby 7-4 (4-2) - 25 november 2005 Motala-Västerås 5-5 (4-4) - 25 november 2005 Villa Lidköping-Vetlanda 10-4 (6-2) - 27 november 2005 Katrineholm-Västerås 4-6 (1-3) - 27 november 2005 Vetlanda-Derby 13-0 (6-0) - 27 november 2005 Villa Lidköping-Boltic Göta 7-6 (5-3) - 27 november 2005 Vänersborg-Motala 8-3 (2-3) - 30 november 2005 Boltic Göta-Vetlanda 2-10 (1-7) - 30 november 2005 Derby-Villa Lidköping 2-5 (2-1) - 30 november 2005 Motala-Katrineholm 4-3 (2-1) - 30 november 2005 Västerås-Vänersborg 1-2 (0-1) | - 2 februari 2005 Vetlanda-Boltic Göta 6-3 (3-2) - 2 december 2005 Villa Lidköping-Derby 6-2 (3-2) - 2 december 2005 Vänersborg-Västerås 3-5 (0-2) - 4 december 2005 Katrineholm-Motala 5-10 (1-3) - 6 december 2005 Vänersborg-Villa Lidköping 6-2 (1-0) - 14 december 2005 Boltic Göta-Villa Lidköping 2-8 (0-7) - 14 december 2005 Derby-Vetlanda 5-4 (2-1) - 14 december 2005 Motala-Vänersborg 3-9 (1-5) - 14 december 2005 Västerås-Katrineholm 10-1 (2-0) - 16 december 2005 Boltic Göta-Derby 7-1 (4-1) - 16 december 2005 Katrineholm-Vänersborg 3-5 (1-2) - 16 december 2005 Motala-Vetlanda 2-3 (1-1) - 16 december 2005 Villa Lidköping-Västerås 7-2 (5-1) - 18 december 2005 Derby-Katrineholm 2-3 (0-2) - 18 december 2005 Vetlanda-Villa Lidköping 2-6 (2-2) - 18 december 2005 Vänersborg-Boltic Göta 7-3 (1-3) - 18 december 2005 Västerås-Motala 4-2 (2-2) - 26 december 2005 Boltic Göta-Västerås 4-4 (1-2) - 26 december 2005 Derby-Motala 2-7 (1-2) - 26 december 2005 Vetlanda-Katrineholm 8-3 (2-1) - 26 december 2005 Villa Lidköping-Vänersborg 5-9 (4-2) - 28 december 2005 Katrineholm-Villa Lidköping 7-6 (3-3) - 28 december 2005 Motala-Boltic Göta 3-3 (3-2) - 28 december 2005 Vänersborg-Vetlanda 3-2 (1-2) - 28 december 2005 Västerås-Derby 10-0 (6-0) - 30 december 2005 Boltic Göta-Katrineholm 17-2 (8-2) - 30 december 2005 Derby-Vänersborg 2-5 (2-1) - 30 december 2005 Vetlanda-Västerås 4-5 (3-1) - 30 december 2005 Villa Lidköping-Motala 7-4 (5-1) |

### Norrgruppen
| - 11 november 2005 Edsbyn-Ljusdal 10-2 (4-1) - 11 november 2005 Falu BS-Brobergs IF 5-4 (1-3) - 13 november 2005 IK Sirius BK-Edsbyns IF 2-4 (0-3) - 13 november 2005 Ljusdals BK-Sandvikens AIK 4-5 (2-0) - 15 november 2005 Bollnäs GIF-Hammarby IF 5-2 (2-0) - 16 november 2005 Broberg-Sirius 7-3 (0-2) - 16 november 2005 Edsbyn-Falun 8-4 (4-0) - 18 november 2005 Sandviken-Bollnäs 12-3 (5-1) - 18 november 2005 Falun-Hammarby 2-7 (1-4) - 20 november 2005 Hammarby-Ljusdal 11-2 (6-1) - 20 november 2005 Broberg-Bollnäs 6-3 (1-1) - 20 november 2005 Sirius-Sandviken 3-9 (0-5) - 23 november 2005 Bollnäs-Edsbyn 4-7 (2-2) - 23 november 2005 Hammarby-Sirius 7-1 (2-1) - 23 november 2005 Ljusdal-Broberg 3-6 (0-4) - 23 november 2005 Sandviken-Falun 3-3 (0-3) - 25 november 2005 Broberg-Hammarby 4-3 (1-1) - 25 november 2005 Edsbyn-Sandviken 8-5 (3-3) - 25 november 2005 Falun-Ljusdal 6-4 (3-4) - 25 november 2005 Sirius-Bollnäs 2-5 (2-3) - 27 november 2005 Bollnäs-Falun 5-2 (2-0) - 27 november 2005 Hammarby-Edsbyn 4-1 (0-0, 1-0, 3-1) - 27 november 2005 Ljusdal-Sirius 6-4 (2-3) - 27 november 2005 Sandviken-Broberg 2-4 (0-1) - 30 november 2005 Sandviken-Hammarby 4-3 (2-3) - 30 november 2005 Sirius-Falun 3-3 (2-3) - 2 december 2005 Bollnäs-Ljusdal 7-6 (3-1) - 2 december 2005 Broberg-Edsbyn 3-4 (3-2) | - 2 december 2005 Hammarby-Sandviken 4-6 (1-2) - 4 december 2005 Edsbyn-Broberg 5-2 (1-2) - 4 december 2005 Falun-Sirius 2-0 (1-0) - 4 december 2005 Ljusdal-Bollnäs 2-7 (2-4) - 14 december 2005 Bollnäs-Broberg 6-5 (3-3) - 14 december 2005 Hammarby-Falun 5-2 (3-1) - 14 december 2005 Ljusdal-Edsbyn 4-13 (2-5) - 14 december 2005 Sandviken-Sirius 7-3 (6-1) - 16 december 2005 Broberg-Sandviken 3-3 (1-1) - 16 december 2005 Edsbyn-Hammarby 7-6 (3-3) - 16 december 2005 Falun-Bollnäs 4-3 (2-2) - 16 december 2005 Sirius-Ljusdal 4-3 (3-2) - 18 december 2005 Hammarby-Broberg 8-0 (3-0) - 18 december 2005 Sandviken-Edsbyn 5-6 (1-4) - 18 december 2005 Bollnäs-Sirius 7-3 (2-1) - 18 december 2005 Ljusdal-Falun 5-7 (3-3) - 26 december 2005 Broberg-Ljusdal 6-5 (4-0) - 26 december 2005 Edsbyn-Bollnäs 11-3 (5-2) - 26 december 2005 Falun-Sandviken 3-4 (3-3) - 26 december 2005 Sirius-Hammarby 5-10 (2-5) - 28 december 2005 Bollnäs-Sandviken 1-3 (1-1) - 28 december 2005 Falun-Edsbyn 3-10 (2-5) - 28 december 2005 Ljusdal-Hammarby 4-11 (1-6) - 28 december 2005 Sirius-Broberg 5-9 (2-5) - 30 december 2005 Broberg-Falun 5-4 (2-2) - 30 december 2005 Edsbyn-Sirius 7-3 (1-2) - 30 december 2005 Hammarby-Bollnäs 5-7 (1-3) - 30 december 2005 Sandviken-Ljusdal 12-3 (5-0) |

### Elitserien
| - 6 januari 2006 Edsbyns IF-Vetlanda BK 12-2 (4-1) - 6 januari 2006 Sandvikens AIK-Villa Lidköping BK 12-2 (6-1) - 6 januari 2006 Västerås SK-Brobergs IF 7-3 (1-1) - 6 januari 2006 IFK Vänersborg-Hammarby IF 4-5 (2-2) - 8 januari 2006 Broberg-Vänersborg 2-2 (1-0) - 8 januari 2006 Hammarby-Västerås 2-1 (1-0) - 8 januari 2006 Villa Lidköping-Edsbyn 3-5 (1-3) - 8 januari 2006 Vetlanda-Sandviken 4-4 (2-1) - 11 januari 2006 Edsbyn-Broberg 10-4 (4-4) - 11 januari 2006 Sandviken-Hammarby 4-5 (4-4) - 11 januari 2006 Vänersborg-Villa Lidköping 7-0 (2-0) - 11 januari 2006 Västerås-Vetlanda 4-3 (1-1) - 13 januari 2006 Broberg-Villa Lidköping 3-9 (3-5) - 13 januari 2006 Hammarby-Vetlanda 5-3 (3-1) - 13 januari 2006 Vänersborg-Edsbyn 3-3 (3-3) - 15 januari 2006 Västerås-Sandviken 4-4 (2-2) - 18 januari 2006 Edsbyn-Västerås 7-4 (3-3) - 18 januari 2006 Sandviken-Vänersborg 6-2 (3-0) - 18 januari 2006 Vetlanda-Broberg 6-3 (2-2, 3-0, 1-1) - 18 januari 2006 Villa Lidköping-Hammarby 4-10 (2-5) - 20 januari 2006 Vänersborg-Sandviken 0-0 (0-0, 0-0, 0-0) - 20 januari 2006 Hammarby-Villa Lidköping 6-1 (3-1) - 20 januari 2006 Broberg-Vetlanda 4-1 (2-0) - 20 januari 2006 Västerås-Edsbyn 2-4 (0-3) | - 22 januari 2006 Villa Lidköping-Broberg 5-2 (3-0) - 22 januari 2006 Sandviken-Västerås 2-5 (0-2) - 22 januari 2006 Vetlanda-Hammarby 3-6 (2-1) - 22 januari 2006 Edsbyn-Vänersborg 10-2 (4-0) - 8 februari 2006 Edsbyn-Sandviken 5-2 (0-0) - 8 februari 2006 Broberg-Hammarby 2-5 (1-2) - 8 februari 2006 Västerås-Villa Lidköping 6-3 (3-3) - 8 februari 2006 Vetlanda-Vänersborg 2-1 (1-1) - 10 februari 2006 Hammarby-Edsbyn 4-4 (1-1) - 10 februari 2006 Sandviken-Broberg 4-2 (2-1) - 10 februari 2006 Vänersborg-Västerås 3-5 (1-2) - 10 februari 2006 Villa Lidköping-Vetlanda 8-5 (4-2) - 12 februari 2006 Vänersborg-Broberg 6-4 (3-0) - 12 februari 2006 Sandviken-Vetlanda 6-3 (2-0) - 12 februari 2006 Västerås-Hammarby 5-4 (2-0) - 12 februari 2006 Edsbyn-Villa Lidköping 11-3 (4-1) - 15 februari 2006 Vetlanda-Edsbyn 6-3 (5-3) - 15 februari 2006 Broberg-Västerås 3-5 (0-3) - 15 februari 2006 Villa Lidköping-Sandviken 3-10 (3-9) - 15 februari 2006 Hammarby-Vänersborg 5-2 (1-2) |

### Superallsvenskan
| - 6 januari 2006 BK Derby-Bollnäs GIF 6-6 (2-3) - 6 januari 2006 Falu BS-BS Boltic Göta 4-4 (0-2) - 6 januari 2006 Katrineholms SK-IK Sirius 7-1 (3-1) - 6 januari 2006 Ljusdals BK-IFK Motala 3-4 (1-2) - 8 januari 2006 Boltic Göta-Ljusdal 11-5 (6-3) - 8 januari 2006 Motala-Falun 5-5 (4-2) - 8 januari 2006 Bollnäs-Katrineholm 8-4 (3-0) - 8 januari 2006 Sirius-Derby 5-3 (4-1) - 11 januari 2006 Ljusdal-Bollnäs 2-8 (0-5) - 11 januari 2006 Boltic Göta-Katrineholm 11-8 (5-4) - 11 januari 2006 Falun-Sirius 4-4 (1-1) - 11 januari 2006 Derby-Motala 1-4 (1-1) - 13 januari 2006 Katrineholm-Derby 9-3 (4-1) - 13 januari 2006 Bollnäs-Falun 5-0 (1-0) - 13 januari 2006 Motala-Boltic Göta 5-3 (3-2) - 13 januari 2006 Sirius-Ljusdal 1-3 (0-2) - 18 januari 2006 Falun-Katrineholm 7-3 (4-1) - 18 januari 2006 Boltic Göta-Sirius 9-3 (0-1, 3-2, 6-0) - 18 januari 2006 Ljusdal-Derby 5-1 (2-1) - 18 januari 2006 Motala-Bollnäs 2-3 (0-1) - 20 januari 2006 Katrineholm-Ljusdal 4-6 (2-3, 0-2, 2-1) - 20 januari 2006 Bollnäs-Boltic Göta 7-3 (3-1, 1-1, 3-1) - 20 januari 2006 Derby-Falun 0-6 (0-2, 0-1, 0-3) - 20 januari 2006 Sirius-Motala 8-4 (2-1) | - 22 januari 2006 Boltic Göta-Bollnäs 4-6 (1-4) - 22 januari 2006 Motala-Sirius 2-3 (0-0) - 22 januari 2006 Ljusdal-Katrineholm 5-4 (3-1) - 22 januari 2006 Falun-Derby 7-3 (3-1) - 7 februari 2006 Bollnäs-Motala 4-6 (2-1) - 8 februari 2006 Katrineholm-Falun 4-6 (2-3) - 8 februari 2006 Sirius-Boltic Göta 5-4 (2-2) - 8 februari 2006 Derby-Ljusdal 1-5 (0-2) - 10 februari 2006 Motala-Katrineholm 4-3 (1-2) - 10 februari 2006 Boltic Göta-Derby 11-3 (4-2) - 10 februari 2006 Bollnäs-Sirius 6-4 (1-2) - 10 februari 2006 Falun-Ljusdal 2-0 (1-0) - 12 februari 2006 Ljusdal-Boltic Göta 7-3 (3-1) - 12 februari 2006 Falun-Motala 3-3 (2-1) - 12 februari 2006 Katrineholm-Bollnäs 3-7 (1-3) - 12 februari 2006 Derby-Sirius 1-7 (0-2) - 15 februari 2006 Boltic Göta-Falun 3-6 (1-3) - 15 februari 2006 Bollnäs-Derby 5-7 (3-4) - 15 februari 2006 Motala-Ljusdal 5-8 (2-2) - 15 februari 2006 Sirius-Katrineholm 12-0 (6-0) |

## Slutspel om svenska mästerskapet 2006

### Åttondelsfinaler (UEFA:s cupmodell)
- 17 februari 2006: IK Sirius-IFK Vänersborg 2-5
- 17 februari 2006: IFK Motala-Vetlanda BK 3-2
- 17 februari 2006: Falu BS-Villa Lidköping BK 4-4
- 17 februari 2006: Bollnäs GoIF/BF-Broberg/Söderhamn Bandy 3-3
- 19 februari 2006: IFK Vänersborg-IK Sirius 1-2
- 19 februari 2006: Vetlanda BK-IFK Motala 4-3
- 19 februari 2006: Villa Lidköping BK-Falu BS 3-5
- 19 februari 2006: Broberg/Söderhamn Bandy-Bollnäs GoIF/BF 9-4

### Kvartsfinaler (bäst av fem matcher)
- 21 februari 2006: Hammarby IF-IFK Motala 10-2
- 22 februari 2006: Västerås SK-Broberg/Söderhamn Bandy 4-0
- 22 februari 2006: Edsbyns IF-Falu BS 9-1
- 22 februari 2006: Sandvikens AIK-IFK Vänersborg 6-1
- 24 februari 2006: Broberg/Söderhamn Bandy-Västerås SK 3-4
- 24 februari 2006: Falu BS-Edsbyns IF 2-8
- 24 februari 2006: IFK Vänersborg-Sandvikens AIK 4-5
- 25 februari 2006: IFK Motala-Hammarby IF 1-8
- 28 februari 2006: Hammarby IF-IFK Motala 10-3 (Hammarby IF vidare efter 3-0 sammanlagt)
- 28 februari 2006: Västerås SK-Broberg/Söderhamn Bandy 4-3 (Västerås SK vidare efter 3-0 sammanlagt)
- 28 februari 2006: Edsbyns IF-Falu BS 7-3 (Edsbyns IF vidare efter 3-0 sammanlagt)
- 28 februari 2006: Sandvikens AIK-IFK Vänersborg 6-2 (Sandvikens AIK vidare efter 3-0 sammanlagt)

### Semifinaler (bäst av fem matcher)
- 6 mars 2006: Edsbyns IF-Sandvikens AIK 3-1
- 6 mars 2006: Hammarby IF-Västerås SK 3-6
- 8 mars 2006: Sandvikens AIK-Edsbyns IF 1-5
- 8 mars 2006: Västerås SK-Hammarby IF 1-4
- 10 mars 2006: Edsbyns IF-Sandvikens AIK 9-0 (Edsbyns IF vidare efter 3-0 sammanlagt)
- 10 mars 2006: Hammarby IF-Västerås SK 4-0
- 12 mars 2006: Västerås SK-Hammarby IF 2-3 (Hammarby IF vidare efter 3-1 i matcher)

### Final
- 19 mars 2006: Hammarby IF-Edsbyns IF 2-6 (Studenternas IP, Uppsala)

## Publikligan 2005/2006 (25 omgångar)
| Lag                     | Publiksnitt | Antal hemmamatcher |
| ----------------------- | ----------- | ------------------ |
| Hammarby IF             | 2 585       | 12                 |
| Edsbyns IF              | 2 168       | 13                 |
| Sandvikens AIK          | 1 706       | 13                 |
| Bollnäs GoIF            | 1 699       | 13                 |
| IFK Vänersborg          | 1 658       | 13                 |
| Västerås SK             | 1 560       | 13                 |
| Broberg/Söderhamn Bandy | 1 523       | 12                 |
| Villa Lidköping BK      | 1 480       | 12                 |
| Falu BS                 | 1 021       | 13                 |
| BS BolticGöta           | 916         | 13                 |
| IFK Motala              | 843         | 13                 |
| Vetlanda BK             | 733         | 12                 |
| BK Derby                | 660         | 12                 |
| Katrineholms SK         | 615         | 12                 |
| IK Sirius               | 587         | 12                 |
| Ljusdals BK             | 490         | 13                 |